# Schulplatz 1 (Gernrode)

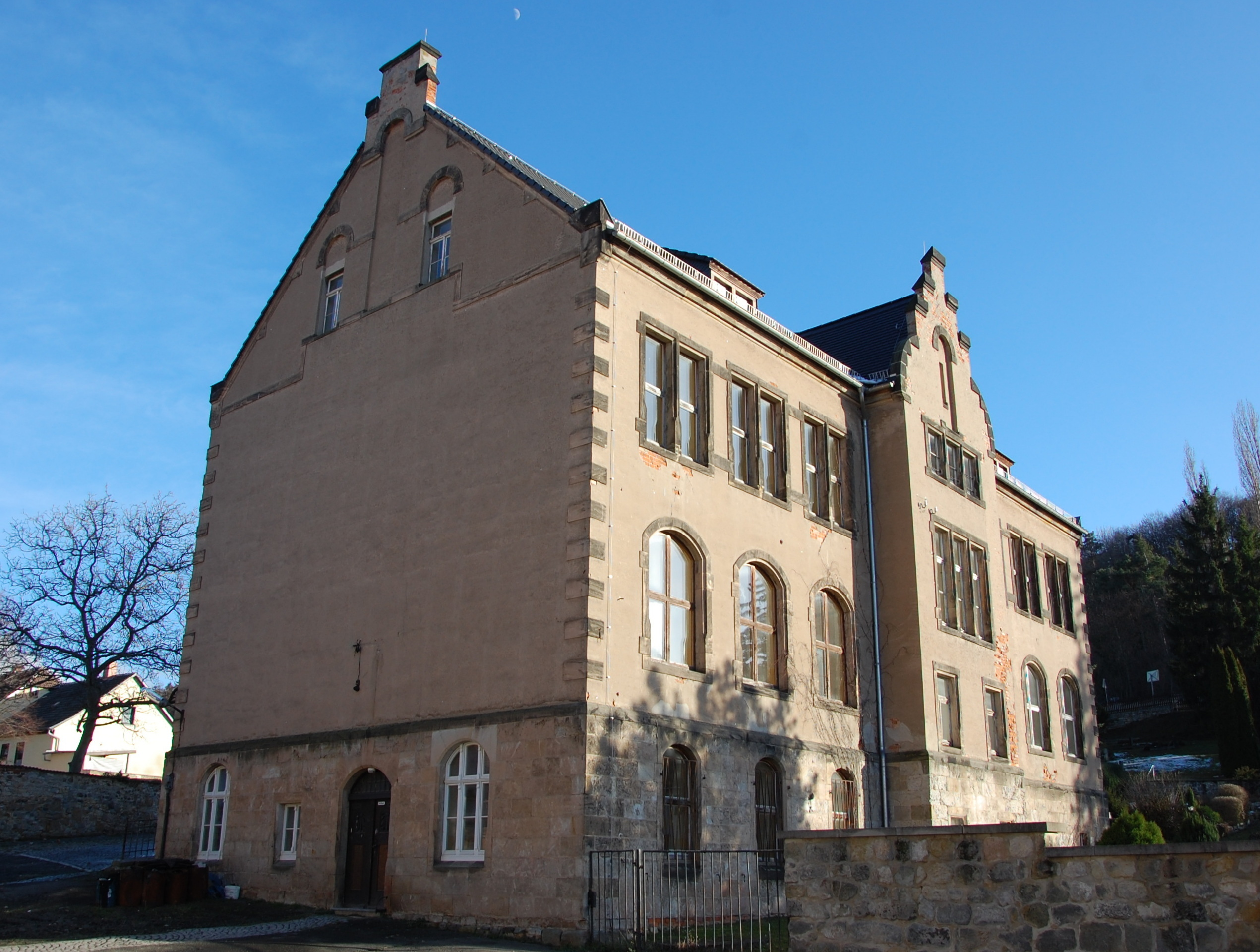
Schulplatz 1, 2014

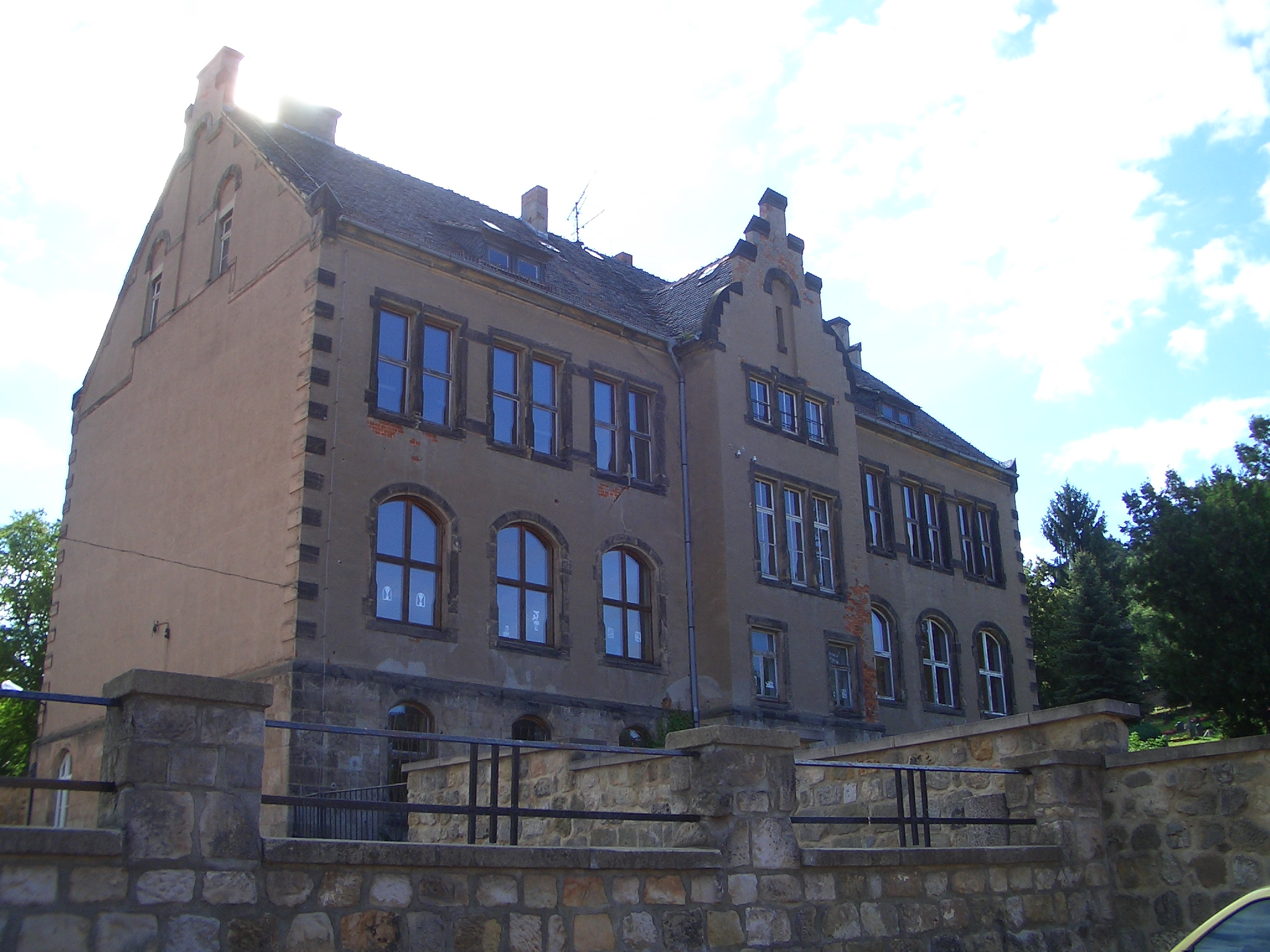
2008

Das Haus Schulplatz 1 ist ein denkmalgeschütztes Gebäude in dem zur Stadt Quedlinburg in Sachsen-Anhalt gehörenden Ortsteil Stadt Gernrode. 

## Lage
Es befindet sich im südlichen Teil der Gernröder Altstadt auf der Südseite des Schulplatzes und ist im örtlichen Denkmalverzeichnis als Schule eingetragen.

## Architektur und Geschichte
Das zweigeschossige freistehende massive Gebäude entstand im Jahr 1901 als Mittelschule. Der verputzte Bau entstand im Stil der Neorenaissance. Die Form der Fenster unterscheidet sich von Geschoss zu Geschoss. Das Portal ist als Rundbogen ausgeführt und mit Voluten und Segmentaufsätzen betont. Oberhalb des Portals befindet sich der große Schriftzug ERBAUT 1901. Auf der Gartenseite verfügt das Haus über einen Mittelrisaliten, der mit Segment- und Staffelgiebel versehen ist.
Im Gebäudeinneren sind diverse Ausstattungselemente aus der Bauzeit erhalten.
Im Juli 2006 wurde ein Teil des Betriebs der örtlichen Grundschule in das Gebäude Schulplatz 1 verlagert. Am 25. Oktober 2010 wurde der Schulbetrieb im Gebäude eingestellt. Die Grundschule verzog in das neu errichtete Schulzentrum auf dem Hagenberg. Für das Haus Schulplatz 1 wurde, wie auch für die benachbarten Bauten, die Einrichtung altersgerechter Wohnungen vorgesehen. Im Oktober 2011 wurde das Dach des Gebäudes neu eingedeckt.